# Carles Ros
Pour les articles homonymes, voir Ros.
Carles Ros i Hebrera, né à Valence le 4 novembre 1703 et mort dans la même ville le 6 avril 1773, est un notaire, écrivain et éditeur espagnol dont l’œuvre est essentiellement consacrée à la culture et la langue valenciennes. Il est considéré comme l’un des précurseurs de la Renaixença au Pays valencien,.

## Œuvres
Parmi ses œuvres figurent certaines compositions en monosyllabes (par exemple No pot dir al lo que yo ou Tu rat, qui tant te faç gran).
En castillan
- Epítome del origen y grandezas del idioma valenciano (1734)
- Cualidades y blasones de la lengua valenciana (1752)
- Práctica de ortografía para los idiomas castellano y valenciano (1732)
- Breve diccionario valenciano castellano (1739)
- Diccionario valenciano castellano (1764)
- Formularios de escrituras publicas (1773)
- Cartilla real, theorica practica, segun leyes reales de Castilla, para escrivanos
- Corrección de vozes y phrases que el vulgo de Valencia, ùsa en su matèrno idioma
- La Procesión del Corpus de Valencia en el siglo XVIII
- Ràro diccionàrio valenciàno-castellano, ùnico, y singulàr, de vòzes monosylabas

En catalan
- Tractat d'adagis i refrans (1733)
- Romance entretingut hont se reciten las fatigas y treballs que passan los casats curts de havèrs : declarant quant y a quina edat es poden casar los pobres, que per als richs tota hora es bona (1750)
- Rahonament y coloqui nou en lo qual un llaurador li declara son amor a una dama chispera, requebrantla per mols camins per veure si pot llograrla per muller y al mateix temps li proposa son saber, maña y habilitat / compost per un poticari de manegueta, barber de barber y doctor de secàRahonament y coloqui nou en lo qual un llaurador li declara son amor a una dama chispera, requebrantla per mols camins per veure si pot llograrla per muller y al mateix temps li proposa son saber, maña y habilitat / compost per un poticari de manegueta, barber de barber y doctor de secà
- Coloqui nou, curios, y entretengut, hon se referixen la explicaciò de les Dances, Mysteris, Aguiles, y altres coses exquisites, tocants à la gran Festa del Corpus que es fa en Valencia (1772)

Éditions
- Llibre de les dones de Jaume Roig (1735)
- Rondalla de Rondalles de Lluís Galiana (1768)

Attribuées
- Tito Bufalampolla y Sento el formal, habent oit llegir el rahonament del Pardal Siso y el Dragó del Colegi, determinar aquell anar a Sant Joan a fi de averiguar si el dit Sisó li respondrà à les preguntes que vol ferli, y en efecte dona conte de lo que sosuí quant tornà al puesto del campanile, y altres coses